# Myrmarachne pectorosa
Myrmarachne pectorosa är en spindelart som först beskrevs av Tord Tamerlan Teodor Thorell 1890.  Myrmarachne pectorosa ingår i släktet Myrmarachne och familjen hoppspindlar. Utöver nominatformen finns också underarten M. p. sternodes.